# Fivla
Die Fivla ist eine Fähre des Shetland Islands Council.

## Geschichte
Die Fähre wurde unter der Baunummer 566 auf der Werft Ferguson-Ailsa in Troon gebaut. Die Kiellegung fand am 14. September 1984, der Stapellauf am 12. Februar 1985 statt. Die Fertigstellung erfolgte am 8. April 1985.
Das Schiff wird vom Shetland Islands Council im Fährdienst der Shetlandinseln eingesetzt. Es war das zweite von vier ähnlichen Fähren (Hendra, Fivla, Geira und Bigga), die zwischen 1982 und 1991 in Dienst gestellt wurden. Alle vier Fähren wurden auf unterschiedlichen Werften gebaut.

## Technische Daten und Ausstattung
Das Schiff wird von zwei Viertakt-Achtzylinder-Dieselmotoren des Herstellers Kelvin Diesels (Typ: TASC8) mit jeweils 328 kW Leistung angetrieben. Die Motoren wirken auf zwei Propeller. Das Schiff ist mit einem Bugstrahlruder ausgestattet. Für die Stromversorgung an Bord steht zwei Dieselgeneratoren zur Verfügung.
Die Fähre verfügt über ein durchlaufendes Fahrzeugdeck. Auf dem Fahrzeugdeck stehen zwei Fahrspuren zur Verfügung, auf denen zehn Pkw Platz finden. Die maximale Achslast auf dem Fahrzeugdeck beträgt 13 t. Das Fahrzeugdeck ist über eine Bug- und eine Heckrampe zugänglich. Am Bug des Schiffes befindet sich ein nach oben aufklappbares Bugvisier. Das Fahrzeugdeck ist im vorderen Bereich mit dem Brückendeck überbaut, auf dem sich das über die gesamte Breite gehende, geschlossene Steuerhaus befinden. Die Durchfahrtshöhe unter dem Brückendeck beträgt circa 4,4 Meter (14 Fuß, 6 Zoll). Die Aufenthaltsräume für die Passagiere befinden sich unter dem Fahrzeugdeck.